# Coffea rakotonasoloi
Coffea rakotonasoloi är en måreväxtart som beskrevs av Aaron Paul Davis. Coffea rakotonasoloi ingår i släktet Coffea och familjen måreväxter. Inga underarter finns listade i Catalogue of Life.